# Háromfa
Háromfa là một thị trấn thuộc hạt Somogy, Hungary. Thị trấn này có diện tích 42,14 km², dân số năm 2010 là 787 người, mật độ 19 người/km².